# Kostel svaté Ludmily (Mělník)
Kostel svaté Ludmily v Mělníku je jednolodní barokní stavba původně z roku 1585 římskokatolické mělnické farnosti litoměřické diecéze. Nachází se v Pražské ulici.

## Historie

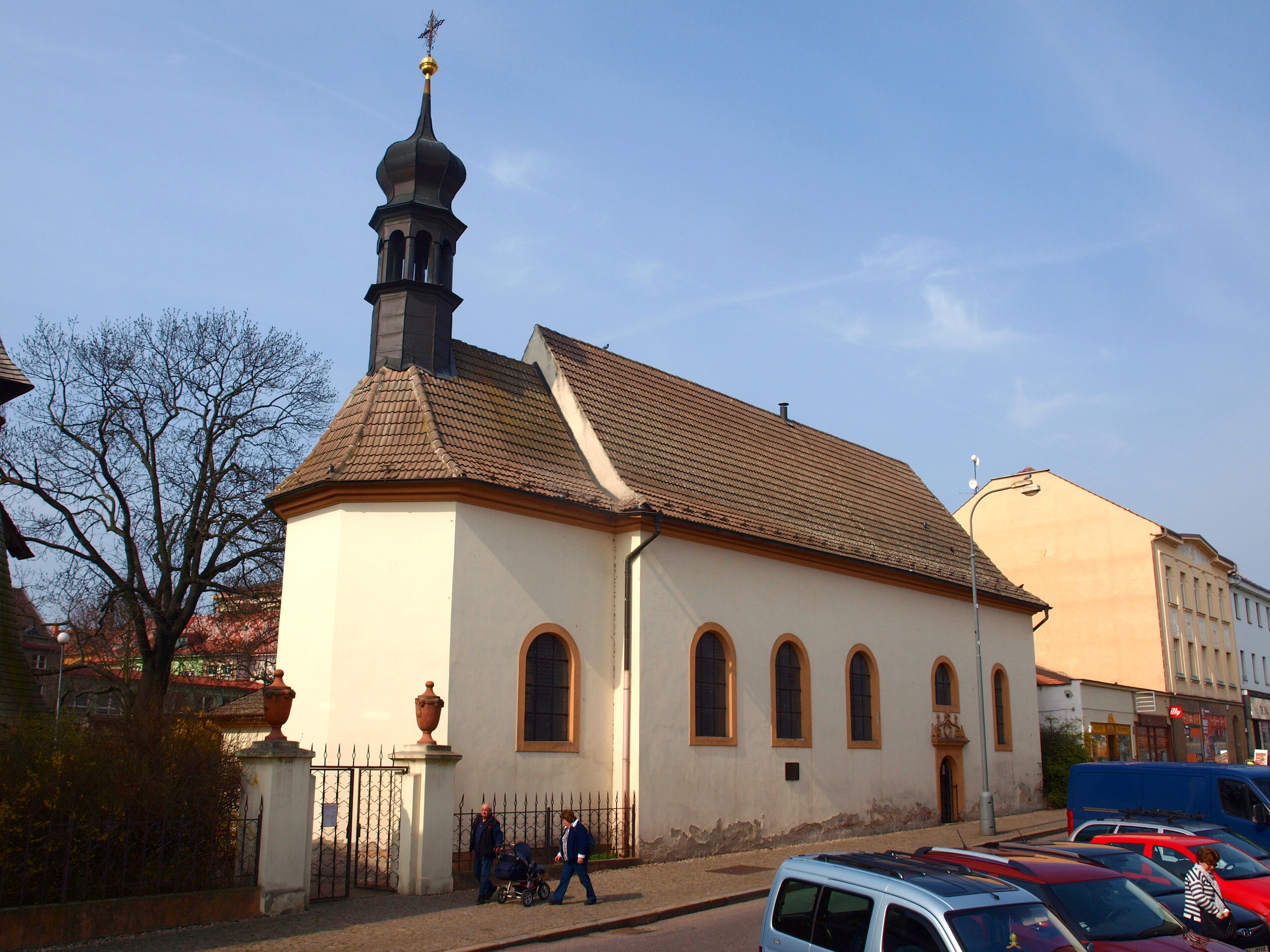
Kostel svaté Ludmily

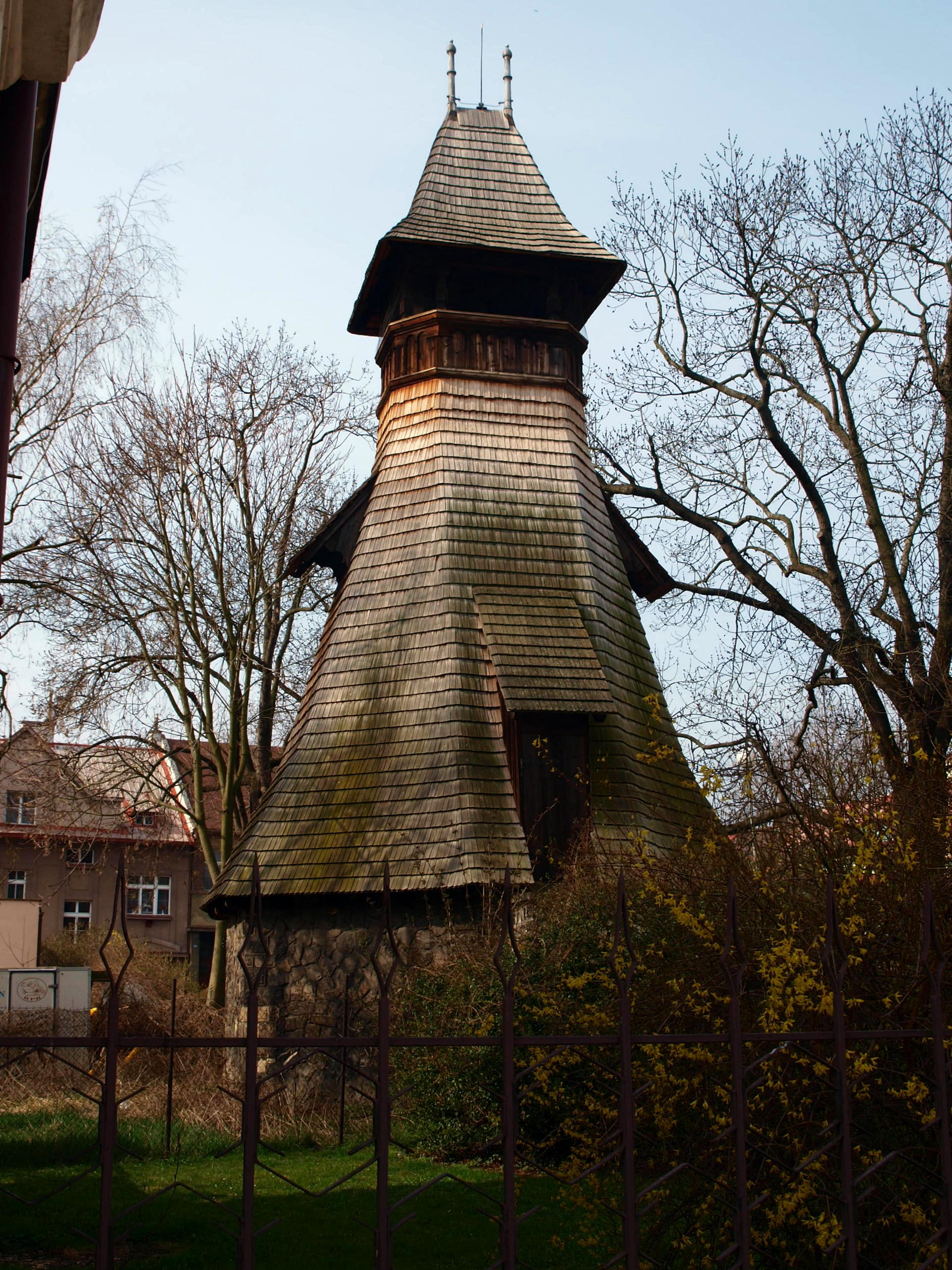
Dřevěná zvonice

K místu, kde stojí kostel, se váže legenda o kněžně Ludmile, zdejší rodačce, kterou jako čerstvě pokřtěnou křesťanku nechtěli místní pohané vpustit do města, proto byla nucena přespat na tomto místě. Dle téže legendy zde zůstával trávník i v zimě zelený.
Kostel byl postaven roku 1585 v místě, kde byl původně zamýšlena výstavba špitálu pro chudé. Pozemek s původním domem a přilehlou zahradou darovala městu v roce 1583 za účelem výstavby kostela místní měšťanka Ludmila (či Anna) Mettelicová, vdova Hronová po císařském rychtáři Hronu Divickém z Divic. Uskutečnění výstavby se však již nedočkala, zemřela v roce 1584.
V roce 1639 za třicetileté války byl zničen Švédy a byl opraven až v letech 1673-1683 v barokním slohu. Další rekonstrukcí prošel v letech 1906-1907 a v 90. letech 20. století.
Kazatelna s vyobrazením čtyř svatých otců je z roku 1699, hlavní oltář s obrazem svaté Ludmily je z roku 1746.

## Zvonice
V areálu kostelního parčíku, na místě někdejšího hřbitova, stojí dřevěná zvonice (Číslo rejstříku ÚSKP: 26196/2-1358) z let 1906-1907 se zvonem z roku 1598, nejstarším zachovaným v Mělníku. Zvonice je pokryta šindely a byla sem přenesena z národopisné výstavy v roce 1895. Jejím autorem je architekt Antonín Wiehl.